# Iranonovo hledání

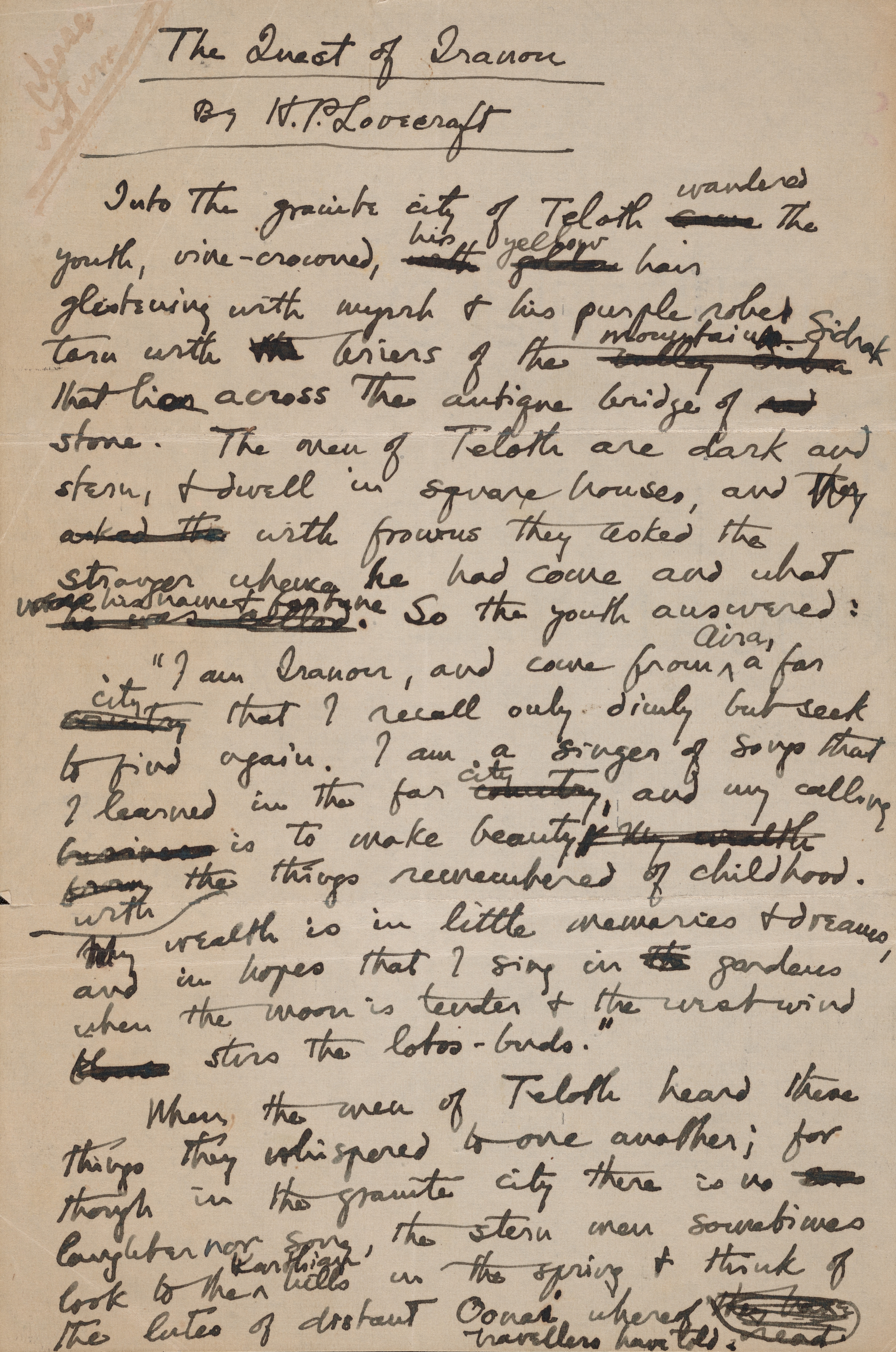
První strana rukopisu povídky, datovaná rokem 1921

Iranonovo hledání (anglicky „The Quest of Iranon“) je fantasy povídka amerického spisovatele Howarda Phillipse Lovecrafta. Patří do autorova Snového cyklu. Byla napsána v únoru roku 1921, k prvnímu vydání však došlo až v roce 1935 v časopise Galleon. Vypráví o hudebníku Iranonovi, princi z čarovného města Aira. Dlouhé roky se svůj domov marně snaží nalézt po všech končinách. Ve městě Teloth, odsuzujícím nepraktickou krásu a zbožňujícím nekonečnou dřinu, se k Iranonovi připojí mladý Romnod. Po letech společného putování se oba usadí v hýřivém městě Oonari. Když Romrod v radovánkách zestárne a zemře, vydává se protagonista znovu za svým pátráním – a jeho cesta skončí u domku starého pastýře, od kterého se dozví pravdu o svém původu a Aiře. Text neskrývá Lovecraftovu inspiraci prózami lorda Dunsanyho. V pozdějších letech Lovecraft povídku kritizoval jako „falešně sentimentální“.

## Děj
Do žulového města Telothu přichází zlatovlasý mladík Iranon. Touží znovu najít své rodiště, město Aira „z mramoru a berylu“, po kterém pátral již v sedmi zemích a jehož princem údajně je. Zpívá o svých vzpomínkách, snech a nadějích a o kráse vysněného domova. Většina obyvatel Telothu jím pohrdá pro jeho mládí a nepraktičnost a jen několik lidí je uchváceno. Archón poručí Iranonovi, aby se stal ševcovským učedníkem, neboť každý v Telothu musí podle zákona pracovat do úmoru. Iranonovi se nekonečná dřina s chabým příslibem posmrtného odpočinku příliš nezamlouvá a zdá se, že bude muset město opustit. Než se tak stane, narazí na chlapce jménem Romnod, který také touží dostat se pryč. Navrhne Iranonovi, že se spolu vydají do Oonai, „nádherného i děsivého města louten a tance“, které snad konečně může být hledanou Airou.
Iranon souhlasí a vypráví, jak v dětství žil v Narthoském údolí, kde jeho něžné písně nikoho nezajímaly. Když dospěl, odešel, ale štěstí nenalezl ani u velbloudářů ze Sinary, kteří byli proti očekávání hrubí a opilečtí, ani v onyxovém Jarenu s jeho krutými vojáky, ani v Stethelosu, Thraa, Ilarneku, Kadatheronu a na mnoha dalších místech; zmiňuje i město Lomar (známé z povídky „Ti druzí bohové“) a mokřiny, kde dříve leželo město Sarnath (známé z povídky „Jak bylo zahlazeno město Sarnath“). Oba cestovatelé spolu pak dlouho putují a Romnod zestárne, ale Iranon zůstává stále stejným. Po mnoha letech nakonec dorazí do Oonari, ale město je velkolepé a oslnivé, nikoliv jemné a čarovné jako Aira. Iranon je ve městě pro své hudební umění nadšeně oslavován, ale přes den se Oonari ukazuje jako šedivé a ponuré. Iranon za nocí dál zpívá hodovníkům a vladaři. Jeho písně však i hudbymilovné obyvatele přestanou zajímat, jelikož naleznou nové zábavy, vířící tanečníky a exotické flétnisty. Romnod se účastní hýření, ztloustne a zhrubne, a nakonec zemře jako otylý stařec, zatímco Iranon zůstává bledým a štíhlým. Rozhodne se Oonai opustit.
Jednoho dne dorazí k polorozpadlé chatrči a táže se na město Aira i jejího obyvatele, stařičkého pastýře. Stařec si jméno Aira vybaví. Připomene mu dávného přítele z mládí, žebrákova syna a podivína, jenž s oblibou snil a zpíval o neskutečných místech a událostech. Ukáže se, že to byl sám Iranon, jehož původ je ve skutečnosti prostý. V posledním odstavci prózy Iranon kráčí vzít si život v bažině jako stařec v odraném purpuru, stále zaujat představou města nakloněného půvabu a snům; jeho odchodem „ve stárnoucím světě zemřelo něco z mládí a krásy“.

## Okolnosti napsání a vydání
Povídka byla napsána 28. února 1921. Lovecraft ji původně zamýšlel vydat ve svém občasníku Conservative, avšak další číslo sestavil až v roce 1923 a „Iranonovo hledání“ do něj nezařadil. Časopis Weird Tales text odmítl. Povídka proto vyšla však až v roce 1935 v červencovo-srpnovém čísle časopisu Galleon. Časopis vydával Lovecraftův známý Lloyd Arthur Eshbach, který „Iranonovo hledání“ také redigoval. Povídka má v originálním znění 2800 slov.

## Interpretace
Dílo se hlásí k odkazu povídek lorda Dunsanyho, kterého Lovecraft v této fázi svého života (1919–1921) četl a obdivoval. Svým stylem se „Iranonovo hledání“ pokouší o imitaci Dunsanyho psaní nejvýrazněji ze všech autorových textů: četné jsou archaismy, věty začínající slovem „a“, poetický způsob vyprávění podobající se stylu Bible krále Jakuba ze 17. století a řečnické proslovy postav namísto standardních dialogů. Rozdíl lze však pozorovat v důrazu na nostalgii a touhu nalézt útěchu a krásu ve ztracené krajině minulosti a dětství. Podle Joshiho je dílo pravděpodobně nejzdařilejší z Lovecraftových dunsanyovských fantazií, a to proto, že si od svého vzoru vypůjčuje právě jen jazyk, zatímco tématem a vyzněním je originální. Iranonovu sebevraždu v okamžiku, kdy zjistí, že není královským synem, lze sice vnímat jako projev snobství a touhy po urozenosti, spíše však jde o zobrazení síly naděje a iluzí, které jsou často tím jediným, co člověku dává sílu k životu. V tomto smyslu dílo zrcadlí také Lovecraftovu povídku „Celephaïs“. V pozdějších letech se Lovecraftovi povídka svým vyzněním zprotivila a odsuzoval ji jako „falešně sentimentální“ V Iranonově konfliktu s materialistickým světem, který považuje umění za neužitečné, se zračí mnohé z Lovecraftova raného pohledu na etiku a estetiku. Tvrzení, že „Iranon nezpíval o ničem užitečném, jen o svých vzpomínkách, snech a nadějích“ upomíná Wildeovo ostré odmítnutí „didaktické užitečnosti“ umění v předmluvě k Obrazu Doriana Graye.
Příběh je zasazen do smyšlené prehistorie Země a je, především zmínkami o místech, provázán s dalšími do hluboké minulosti umístěnými povídkami „Polaris“ (1918), „Jak bylo zahlazeno město Sarnath“ (1919), „Ultharské kočky“ (1920) a „Ti druzí bohové“ (1921). Svět dávnověku je evokován i v poslední větě, kde je v originálním znění zmíněn „elder world“ (v překladu do češtiny mírně nepřesně „stárnoucí svět“). Gavin Callaghan si povšiml, že Iranonův příběh je převrácením mýtu o Théseovi. Hrdina netouží po dospělosti a emancipaci, nýbrž po dětství a návratu ke vzpomínkám. V závěru pak jako Théseův protiklad zjišťuje, že jeho otec byl ve skutečnosti žebrákem, nikoliv králem. Spojení Iranonova vysněného města s otcem pak také odpovídá Lovecraftovu pohledu na rodné město Providence, které mu v pozdějším uvažování splývalo s „matkou Zemí“. Vztah Iranona a Romnoda se zdá odrážet vztah Lovecrafta a jeho o osm let mladšího bratrance Gamwella Phillipse, který v roce 1916 zemřel na tuberkulózu. V některých ohledech se však vztah obou mužů lišil, zejména ve skutečnosti, že k Romnodově smrti přispěla zhýralost a opilství. Tento motiv se váže spíše k Lovecraftovu hlásání střídmosti a abstinence, v jeho rané tvorbě reprezentovanému zejména povídkou „Starý poděs“ (1919).

## Česká vydání
Povídku do češtiny přeložil Zdeněk Lyčka a upravila Jarmila Emmerová, vyšla ve třech výborech:
- Barva z kosmu jiné horory (Zlatý kůň, 1990)
- Spisy 2: Měsíční močál (Plus, 2011)
- Spisy 2: Měsíční močál (Kniha Zlín, 2022)